# Liparetrus nudus
Liparetrus nudus är en skalbaggsart som beskrevs av Lea 1917. Liparetrus nudus ingår i släktet Liparetrus och familjen Melolonthidae. Inga underarter finns listade i Catalogue of Life.